# Suedeheads
Suedeheads je bila supkultura u Britaniji. Nastala je odvajanjem od skinheadsa ranih 1970-ih. Suedeheads su pustili tek nešto dužu kosu, ali opet puno kraću u odnosu na ostale u to doba. Odijela i cipele koja su dosad bila rezervirana isključivo za večernje izlaske, sada su postala dnevna odjeća.  Prestali su nositi teške cipele, ali ih se često moglo često vidjeti s kišobranom, koji je podjednako opasno oružje. Naime, znali su naoštriti sam vrh kišobrana, ili sakriti bodež u ručku.
Većinom su bili iz redova radničke klase kao skinheadsi, no bilo je onih koji su radili na poslovima bijelih ovratnika.
Sort je bio naziv za ženu koja je bila suedehead .
Suedeheadsi su se kao i skinheadsi zanimali za reggae, soul i ska, pri čemu ih je više zanimala sporija i više soul glazba. Neki su slušali britanski glam rock koji su svirali sastavi The Sweet, Slade i Mott the Hoople.
Suedeheadse je portretirao film Bronco Bullfrog kojem se radnja zbiva u londonskom East Endu i u romanu Richarda Allena Suedehead. Kasnih 1970-ih nastupilo je oživljenje suedeheada nakon što je 1977. oživjela skinheadska supkultura. Ovo je u svezi s malim brojem pojedinaca kao što su Hoxton Tom McCourt, koji je također bio u svezi s mod revivalom krajem 1970-ih. Morrissey je snimio singl Suedehead 1988., no stihovi njegove pjesme nemaju ništa sa suedeheadskom supkulturom.

## Knjige i članci
- http://www.filmnoirbuff.com/article/suedeheads Informative article on suedeheads.
- Glasper, Ian (2004.). Burning Britain: The History of UK Punk 1980-1984. Cherry Red Books. ISBN 1-901447-24-3
- Glasper, Ian (2006.). The Day the Country Died: A History of Anarcho Punk 1980 to 1984. Cherry Red Books. ISBN 1-901447-70-7
- Jandreus, Peter (2008.). The Encyclopedia of Swedish Punk 1977-1987. Stockholm: Premium Publishing.